# ソニック・ドライブイン
ソニック・ドライブイン（英：Sonic Drive-In）は、アメリカ合衆国のドライブインファストフードチェーン店である。2022年、米国46州に3,550店舗を展開している。アービーズとバッファロー・ワイルド・ウィングスの親会社であるインスパイア・ブランズが所有する。2020年、ソニックはQSR誌による全米のクイックサービスおよびファストカジュアルレストランブランド上位50社のランキングで14位にランクインしている。ローラースケートに乗ったカーホップで知られ、毎年、スケートカーホップのトップを決める大会を開催している。

## 概要

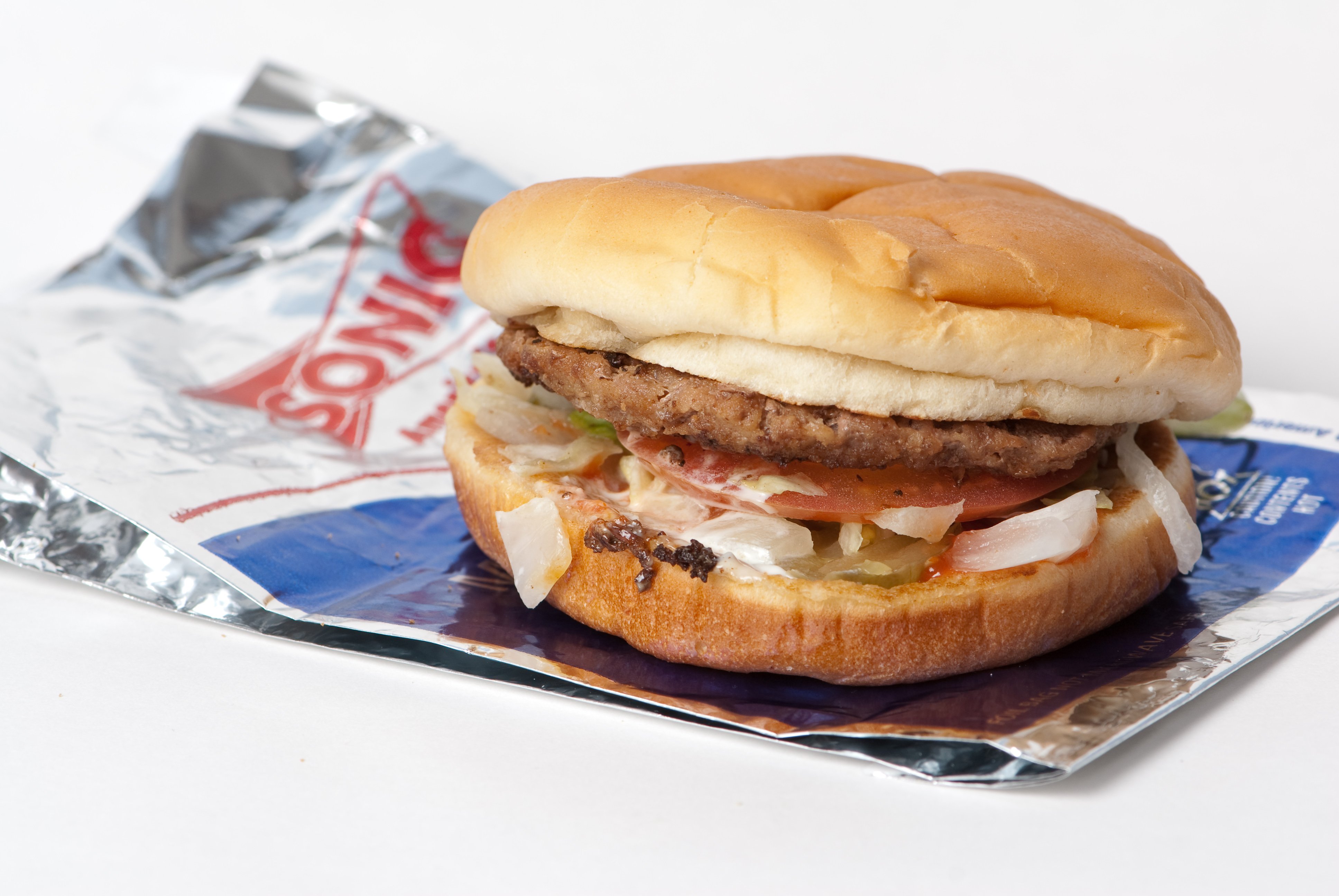
ソニック・ドライブインのジュニア・デラックス・バーガー

ソニックは1950年代初頭から活動していたが、1990年にデラウェア州で法人化した。オクラホマシティに本社を構え、本社ビルには隣接してダイニングインのソニックレストランを併設している。インスパイア・ブランズに買収される前は、SONCのシンボルでNASDAQで取引されていた。
ほとんどのレストランはフランチャイジーが所有・運営している。2016年の総収益は約1億ドル、純利益は1800万ドル。

## 歴史

### 1950年代～1960年代
ソニックの創業者・トロイ・N・スミスは、第二次世界大戦後にオクラホマ州で牛乳やパンの配達やダイナー経営をしていた。その後、ショーニーで「トロイズ・パン・フル・オブ・チキン」というファストフード店を開店した。1953年、スミスはビジネスパートナーと「トップハット」というビールスタンドとステーキレストランを開店した。レストランよりもスタンドのビールとファストフードの売り上げの方が高いことから、スタンドの方に集中し、後にビジネスパートナーを買収した。
ルイジアナ州でドライブインを見たスミスは、トップハットをドライブイン形式に改造し、売り上げはすぐに3倍になった。実業家のチャールズ・パッペはその様子に感銘を受け、1956年にパッペとスミスはフランチャイズ契約を結び、ウッドワードに最初のフランチャイズ店が開店した。1958年には、イーニドとスティルウォーターにもドライブインが開店した。「トップハット」がすでに商標登録されていることを知ったスミスとパッペは、1959年に「ソニック」に社名を変更した。パップが死去した1967年にはドライブインの数は41軒に増えていた。

### 1970年代～1980年代
ソニックの店舗は1972年に165軒に増えた。1973年から1978年にかけて、800店以上の新しい店舗が開店し、1978年にはドライブインの数は1,000軒になった。1970年代には一時期、2年間、毎日1軒以上の新しいソニック・ドライブインが開店していたほどの急激な拡大を進めていた。しかし、1973年のオイルショックによるインフレ率の上昇とガソリン価格の高騰は、ソニックのドライブイン事業を圧迫した。これに加え、有能なマネージャーが不足していたことから、1970年代半ばになると、多くのレストランが倒産することになった。500万ドルの予算で広告キャンペーンを行ったが、1980年には30万ドル近い純損失を計上した。1981年までには300店舗が閉店することになった。
1980年代は、取締役のほとんどが退社し、ケンタッキーフライドチキンやセンチュリー21で活躍したC・スティーブン・リンがソニックを率いることになった。リンは、1960年代の姿のまま営業を続けていたレストランを改造し、フランチャイズの統一を図った。1986年には、約1,000万ドルでレバレッジド・バイアウトを実施し、ソニックを非公開化した。リンは、チェーン全体の協力体制を強化し、1987年には再び1,000店舗目を達成した。

### 1990年代～現在
1993年、ソニックの市場価値は2億ドルと推定され、全米第5位のハンバーガーチェーンとなり、ドライブインチェーンでは1位となった。1990年代半ば、ソニックは年間100〜150店舗を新規に出店していた。

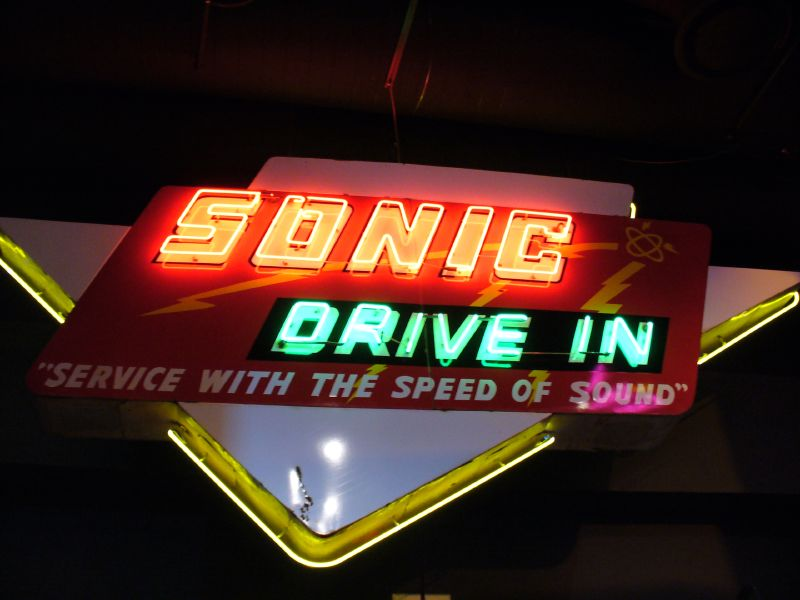
オクラホマシティーにあるソニック・ドライブインのネオンサイン

1998年、ソニックは1950年代のドライブインのブランドイメージを更新し、新しいレトロフューチャーなデザインに全1,750店舗を改造した。改造後、ファーストフード店の顧客来店頻度でマクドナルドをも超える1位となった。
2018年、アービーズやバッファロー・ワイルド・ウィングスを所有するインスパイア・ブランズは、ソニックを23億ドルで買収した。